# Миншань (Бэньси)
Минша́нь (кит. упр. 明山, пиньинь Míngshān) — район городского подчинения городского округа Бэньси провинции Ляонин (КНР).

## История
В 1945 году был образован район Даюй (大峪区). В 1954 году он был переименован в Нюсиньтай (牛心台区). В 1956 году он был преобразован в Горнодобывающий район Нюсиньтай (牛心台矿区). В 1958 году он был переведён под юрисдикцию уезда Бэньси, и в том же году расформирован.
В 1959 году район Нюсиньтай был создан вновь. В 1966 году он был переименован сначала в Цайтунь (彩屯区), а затем в Лисинь (立新区). В 1984 году район Лисинь был разделён на районы Миншань и Наньфэнь.

## Административное деление
Район Миншань делится на 8 уличных комитетов и 1 посёлок.

## Соседние административные единицы
Район Миншань граничит со следующими административными единицами:
- Бэньси-Маньчжурский автономный уезд (на востоке)
- Район Наньфэнь(на юге)
- Район Пиншань (на юго-западе)
- Район Сиху (на северо-западе)